# Culleus (Einheit)
Der Culleus, auch Culeus, Culeum, Culleum, im Sinne von Sack, Schlauch (culleus), war ein römisches antikes Volumen- und Flüssigkeitsmaß.
- 1 Culleus = 520,8065 Liter[1] (= 519,9494 Liter[2])
- 1 Culleus = 20 Amphora/Quadrantale = 25920 Pariser Kubikzoll = 362 Maß (schweiz.)[3]

Die Maßkette war:
- 1 Culleus = 20 Amphora = 40 Urnen = 160 Conatus/Congien = 960 Sextarien = 1920 Hemina = 3840 Quartarius = 7680 Acetabula = 11520 Cyanthus = 46080 Ligulae (Löffel)[4]
- 1 Culleus = 960 Sextarien

Der Sextarius wurde durch stete Halbierung  in Hemina, Quartarius, Acetabulum,  Cyanthus und Lingula geteilt
Obwohl das Maß an der Spitze der Maßkette stand, war aber das Richtmaß die Amphora. Für das Gewicht war reines Wasser bestimmend.